# Liste der Bodendenkmale im Kreis Stormarn
In der Liste der Bodendenkmale im Kreis Stormarn sind die Bodendenkmale im schleswig-holsteinischen Kreis Stormarn nach dem Stand der Bodendenkmalliste des Archäologischen Landesamts Schleswig-Holstein von 2016 aufgelistet.
Die Kulturdenkmale sind in der Liste der Kulturdenkmale im Kreis Stormarn erfasst.

## Übersicht
| Gemeinde/ Stadt     | Bodendenkmalliste                                | Wappen | Lage | Bild eines Bodendenkmals |
| ------------------- | ------------------------------------------------ | ------ | ---- | ------------------------ |
| Ahrensburg          | Liste der Bodendenkmale in Ahrensburg            |        |      |                          |
| Ammersbek           | Liste der Bodendenkmale in Ammersbek             |        |      |                          |
| Bad Oldesloe        | Liste der Bodendenkmale in Bad Oldesloe          |        |      |                          |
| Badendorf           | Liste der Bodendenkmale in Badendorf             |        |      |                          |
| Bargfeld-Stegen     | Liste der Bodendenkmale in Bargfeld-Stegen       |        |      |                          |
| Bargteheide         | Liste der Bodendenkmale in Bargteheide           |        |      |                          |
| Barnitz             | Liste der Bodendenkmale in Barnitz               |        |      |                          |
| Barsbüttel          | Liste der Bodendenkmale in Barsbüttel            |        |      |                          |
| Braak               | Liste der Bodendenkmale in Braak                 |        |      |                          |
| Brunsbek            | Liste der Bodendenkmale in Brunsbek              |        |      |                          |
| Delingsdorf         | Liste der Bodendenkmale in Delingsdorf           |        |      |                          |
| Elmenhorst          | Liste der Bodendenkmale in Elmenhorst            |        |      |                          |
| Feldhorst           | Liste der Bodendenkmale in Feldhorst             |        |      |                          |
| Glinde              | Liste der Bodendenkmale in Glinde                |        |      |                          |
| Grabau              | Liste der Bodendenkmale in Grabau (Stormarn)     |        |      |                          |
| Grande              | Liste der Bodendenkmale in Grande                |        |      |                          |
| Grönwohld           | Liste der Bodendenkmale in Grönwohld             |        |      |                          |
| Großensee           | Liste der Bodendenkmale in Großensee (Holstein)  |        |      |                          |
| Großhansdorf        | Liste der Bodendenkmale in Großhansdorf          |        |      |                          |
| Hamberge            | Liste der Bodendenkmale in Hamberge              |        |      |                          |
| Hamfelde            | Liste der Bodendenkmale in Hamfelde (Stormarn)   |        |      |                          |
| Hammoor             | Liste der Bodendenkmale in Hammoor               |        |      |                          |
| Heidekamp           | Liste der Bodendenkmale in Heidekamp             |        |      |                          |
| Heilshoop           | Liste der Bodendenkmale in Heilshoop             |        |      |                          |
| Hohenfelde          | Liste der Bodendenkmale in Hohenfelde (Stormarn) |        |      |                          |
| Hoisdorf            | Liste der Bodendenkmale in Hoisdorf              |        |      |                          |
| Jersbek             | Liste der Bodendenkmale in Jersbek               |        |      |                          |
| Klein Wesenberg     | Liste der Bodendenkmale in Klein Wesenberg       |        |      |                          |
| Köthel              | Liste der Bodendenkmale in Köthel                |        |      |                          |
| Lasbek              | Liste der Bodendenkmale in Lasbek                |        |      |                          |
| Lütjensee           | Liste der Bodendenkmale in Lütjensee             |        |      |                          |
| Meddewade           | Liste der Bodendenkmale in Meddewade             |        |      |                          |
| Mönkhagen           | Liste der Bodendenkmale in Mönkhagen             |        |      |                          |
| Neritz              | Liste der Bodendenkmale in Neritz                |        |      |                          |
| Nienwohld           | Liste der Bodendenkmale in Nienwohld             |        |      |                          |
| Oststeinbek         | Liste der Bodendenkmale in Oststeinbek           |        |      |                          |
| Pölitz              | Liste der Bodendenkmale in Pölitz                |        |      |                          |
| Rausdorf            | Liste der Bodendenkmale in Rausdorf (Holstein)   |        |      |                          |
| Rehhorst            | Liste der Bodendenkmale in Rehhorst              |        |      |                          |
| Reinbek             | Liste der Bodendenkmale in Reinbek               |        |      |                          |
| Reinfeld (Holstein) | Liste der Bodendenkmale in Reinfeld (Holstein)   |        |      |                          |
| Rethwisch           | Liste der Bodendenkmale in Rethwisch (Stormarn)  |        |      |                          |
| Rümpel              | Liste der Bodendenkmale in Rümpel                |        |      |                          |
| Siek                | Liste der Bodendenkmale in Siek (Holstein)       |        |      |                          |
| Stapelfeld          | Liste der Bodendenkmale in Stapelfeld            |        |      |                          |
| Steinburg           | Liste der Bodendenkmale in Steinburg (Stormarn)  |        |      |                          |
| Tangstedt           | Liste der Bodendenkmale in Tangstedt (Stormarn)  |        |      |                          |
| Todendorf           | Liste der Bodendenkmale in Todendorf             |        |      |                          |
| Travenbrück         | Liste der Bodendenkmale in Travenbrück           |        |      |                          |
| Tremsbüttel         | Liste der Bodendenkmale in Tremsbüttel           |        |      |                          |
| Trittau             | Liste der Bodendenkmale in Trittau               |        |      |                          |
| Wesenberg           | Liste der Bodendenkmale in Wesenberg (Holstein)  |        |      |                          |
| Westerau            | Liste der Bodendenkmale in Westerau              |        |      |                          |
| Witzhave            | Liste der Bodendenkmale in Witzhave              |        |      |                          |
| Zarpen              | Liste der Bodendenkmale in Zarpen                |        |      |                          |